# Arnold (Hé Arnold !)
Pour les articles homonymes, voir Arnold.
Arnold est le personnage principal de la série animée Hé Arnold ! créée par Craig Bartlett. À l'origine, le personnage a été créé par Bartlett pour une série de bandes dessinées.
Arnold est reconnaissable par sa petite casquette bleue, ses cheveux blonds et sa tête en forme de ballon de rugby (périphrase péjorative souvent employée par Helga pour le désigner). Débrouillard, intelligent, brillant et pédagogue moral, Arnold intervient régulièrement pour venir en aide à ses proches, ses amis et aux autres membres de son entourage tout en découvrant les moments joyeux et surtout fâcheux de l'enfance. 

## Biographie
Arnold est un enfant de 9 ans doué de grandes qualités pratiques dignes d'adultes. Il a un cadre de vie particulier: il réside dans une pension de famille qu'il partage avec ses grands-parents (Phil et Pookie) ainsi que d'autres locataires(Oscar,Mr.Hyun,Ernie...). Ses parents biologiques, qui étaient archéologues, sont portés disparus alors qu'il était bébé. Avant de partir ils lui ont offert sa casquette, ce qui explique quelle soit trop petite pour son âge.
Scolarisé à l'école PS 118, Arnold vit son enfance avec nombre de ses camarades de classe dont son meilleur ami Gérald mais aussi d'autres écoliers (Sid,Stinky,Harold,Helga,Phoebe, etc.).
Passionné de baseball, mais aussi de littérature de jeunesse, sa vie est animée de passion, de goût pour le risque mais parfois de situations compliquées. Épris de justice, il tente plusieurs aventures amoureuses sans issues: au début avec Ruth MacDougal qui ne lui porte aucun intérêt en raison de la différence d'âge et ensuite Lila Sawyer qui estime qu'Arnold n'a pas ce petit quelque chose qui pourrait le concilier avec elle. Arnold se fait souvent taquiner par Helga Pataki, qui, en réalité, est secrètement amoureuse de lui.